# Рока-ди-Баидо
Рока-ди-Баидо (итал. Rocca di Baiedo) — рокка, расположенная неподалеку от одноименной деревни в коммуне Пастуро, провинция Лекко, регион Ломбардия, Италия. Предположительно, крепость была укреплена ещё в римское время. Её первое упоминание в исторических источниках относится к 975 году, когда в пергаменте она упоминается как "castrum qui dicitur Baliade". С конца X века крепость принадлежала лекской графине Ферленде. В XII веке она перешла под контроль семьи Делла Торре, которая удерживала её до 1335 года, когда Аццоне Висконти включил Рока-ди-Баидо в свои владения вместе с всей долиной. В 1447 году, во время венецианского нашествия на Вальсассину и осады Лекко, крепость была захвачена венецианцами, контролировавшими транспорт в долине, до 1452 года, когда они были изгнаны Франческо Сфорца после года осады. В конце XV века был реализован проект по расширению крепости, предложенный также Леонардо да Винчи в "Атлантском кодексе", Симоне Арригоно. Однако, в 1513 году крепость была разрушена во время народного восстания против французских войск, занимавших крепость. Сегодня Рока-ди-Баидо представляет собой руины, но до сих пор сохраняет очарование и тайну своей древней истории.